# Телегин, Сергей Сергеевич
Сергей Сергеевич Телегин (род. 21 сентября 2000, Челябинск) — российский хоккеист, защитник челябинского «Трактора» и сборной России.

## Карьера
Сергей Телегин занимался хоккеем в спортивной школе «Трактор ЧТЗ». В сезоне 2018/2019 дебютировал за клуб «Мамонты Югры», выступавшем в МХЛ. В ВХЛ выступал в составе «Югры».
В конце 2019 года получил вызов на молодёжный чемпионат мира.
В сезоне 2020/2021 перешёл в челябинскую команду высшей хоккейной лиги «Челмет». А в мае 2020 года был подписан «Трактором».
В ноябре 2021 года дебютировал в составе за национальную сборной России.

## Награды
- Медаль ордена «За заслуги перед Отечеством» I степени (25 февраля 2022 года) — за высокие спортивные достижения, волю к победе, стойкость и целеустремлённость, проявленные на XXIV Олимпийских зимних играх 2022 года в городе Пекине (Китайская Народная Республика)[1]